# Varty Hart
Varty Hart (eigentlich Vartan Haroutunian, * 23. März 1922 in Everett, Massachusetts; † 9. Juli 2007 in Hanover (Massachusetts)) war ein US-amerikanischer Jazz-Saxophonist und Jazzclub-Besitzer, der in der Bostoner Jazzszene der 1950er- und 1960er-Jahre aktiv war.
Hart spielte während der Kriegszeit in Jamsessions mit Red Allen und J. C. Higginbotham, mit landesweit bekannten Bands in lokalen Ballrooms. Sein größtes Vorbild war Lester Young. Mit Al Vega hatte er eine eigene Band, bis beide 1943 zum Militärdienst eingezogen wurden, den er bei der Air Force ableistete. Nach seiner Entlassung aus der Luftwaffe studierte er kurz am Boston Conservatory of Music, das er jedoch bald verließ, um mit Freddie Slack auf Tournee zu gehen. Nach seiner Rückkehr nach Boston arbeitete er  mit jungen Bebop-Musikern wie Jaki Byard, Charlie Mariano und Serge Chaloff; 1953 war er Mitbegründer des Jazz Workshop, aus dem er gleichnamige Jazzclub hervorging, dessen Geschäftsführer er wurde. Daneben spielte er in Herb Pomeroys Bigband. In The Jazz Workshop gastierten Jazzgrößen wie Stan Getz, Art Blakey, Max Roach, Carmen McRae, John Coltrane, Herbie Mann und Dizzy Gillespie. Hart führte ab 1966 einen weiteren Jazzclub in Boston, Varty’s Jazz Room im Hotel Bradford, wo Stars wie Anita O’Day, das Art Farmer-Jimmy-Heath-Quintett, Erroll Garner, Carmen McRae, Junior Mance und Horace Silver auftraten. Der Club bestand jedoch nur ein halbes Jahr; anschließend beendete Hart seine Karriere im Musikgeschäft, um als Geschäftsführer einer Supermarktkette zu arbeiten.